# Oktiljon
Oktiljon är talet 1048 i tiopotensnotation, och kan skrivas med en etta följt av 48 nollor, alltså
1 000 000 000 000 000 000 000 000 000 000 000 000 000 000 000 000.
Ordet oktiljon kommer från det latinska prefixet okt- (åtta) och med ändelse från miljon.
En oktiljon är lika med en miljon septiljoner eller en miljondel av en noniljon.
En oktiljondel är 10−48 i tiopotensnotation.
På engelska och flera andra språk är räkneorden motsvarande biljon, triljon, kvadriljon, kvintiljon, sextiljon, septiljon, oktiljon och så vidare tvetydiga och kan antingen motsvara den svenska ("långa skalan") eller ange mycket mindre enheter ("korta skalan"). Enligt den korta skalan heter oktiljon på engelska "quindecillion". Det engelska ordet "octillion" motsvarar då det svenska kvadriljard (1027).